# Бионди, Альфредо
Альфредо Бионди (итал. Alfredo Biondi, 29 июня 1928, Пиза — 24 июня 2020) — итальянский политический деятель и адвокат.

## Биография
Альфредо Бионди родился в Пизе. В 1985—1986 годах являлся секретарём Итальянской либеральной партии, чуть позже занимал пост президента этой же партии. С июня 1968 года до мая 1972 года являлся членом итальянской Палаты депутатов, в которую снова затем избирался в период с июня 1983 года до апреля 2006 года. Являлся сенатором с апреля 2006 года.
В 1994 году вместе с последним лидером Итальянской либеральной партии Рафаэлем Костой основал «Союз центра», небольшую фракцию внутри только что созданной партии «Вперёд, Италия». Служил министром юстиции в первом правительстве Сильвио Берлускони в 1994 году (он также служил министром экологии в 80-х годах).
С 2004 года Бионди являлся президентом национального совета партии «Вперёд, Италия».
Выступал в суде в качестве адвоката футбольной команды «Дженоа», болельщиком которой издавна являлся, в процессе по незаконной сделке между «Дженоа» и футбольной командой «Венеция».
В феврале 2014 года вместе с видным представителем либеральных сил, бывшим министром Ренато Альтиссимо, бывшим министром Карло Сконьямильо и другими стал одним из основателей новой либеральной партии — «Либералы» (I liberali).